# Nether Largie South

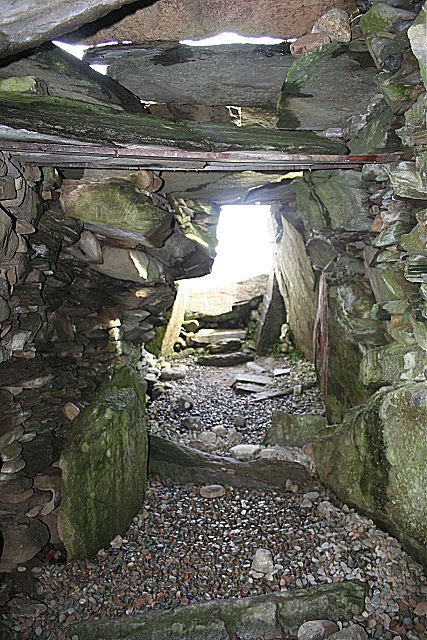
Nether Largie South

Nether Largie South ist eine Megalithanlage des Typs Clyde Tomb, die von zwei Steinkisten begleitet ist. Es handelt sich um einen von mehreren in einer geraden Linie angeordneten Cairns bei Kilmartin in Argyll and Bute in Schottland.
Im Jahre 1864 berichtete der Ausgräber William (Canon) Greenwell (1820–1918), dass der Cairn ein Durchmesser von ungefähr 40 m hatte und bereits gestört war, um das Hügelmaterial für andere Zwecke zu nutzen. Heute ist es eine unförmige grasbedeckte Steinmasse, die ungefähr 34 m × 27 m misst. Ursprünglich war es ein Rundhügel von 34 bis 40 m Durchmesser und mehr als vier Metern Höhe. 1864 grub Greenwell den Cairn aus und untersuchte auch die beiden sekundären Steinkisten.

## Beschreibung
Die nordost-südwest-ausgerichtete vierfach gegliederte Kammer liegt im Zentrum des Steinhügels, mit dem Zugang am Nordostende. Sie ist aus massiven Orthostaten und Trockenmauerwerk errichtet. Die trapeziode Kammer ist 6,1 m lang, am Eingang 1,9 m und am Südwestende etwa einen Meter breit. Die vier Bereiche, sind durch aufrechte Platten getrennt. Greenwell Aufzeichnungen, ist zu entnehmen, dass die Trennplatten, die heute nur wenig über den Kiesboden ragen, etwa 0,8 m hoch sind und das ursprüngliche Fußbodenniveau niedriger lag. Die Anlage bedecken noch sieben von einst acht Decksteinen.

## Die Bereiche
Der vordere 1,9 m breite Bereich hat den Zugang in der Lücke zwischen zwei etwa 0,9 m voneinander entfernten Portalsteinen, von den der eine 1,85 m und andere (einst üblicherweise gleich hohe) abgebrochen und noch 1,4 m hoch ist. Der Schwellenstein zwischen ihnen ragt gerade aus dem Boden. Der Zugang selbst wird teilweise durch zwei flache Platten und Trockenmauer blockiert, die Teil der ursprünglichen Grabversiegelung sind. Der Bereich ist 1,2 m tief mit den Seitenlatten, die bis zur Höhe des Decksteines der Kammer reichen. Nur die Endplatte der Anlage ist höher. Die Decksteine liegen im übrigen Bereich auf einer Höhe von ungefähr 1,7 m über dem gegenwärtigen Fußbodenniveau auf Trockenmauerwerk. Die Platten auf der Südostseite überlagern einander teilweise dachziegelartig. Auf der Nordwestseite, ist die Wand abgesehen von den beiden Endplatten, in ihrem oberen Bereich aus Trockenmauerwerk aufgebaut, in das auch eine große polygonale Platte verbaut wurde, die 1,37 m über das Fußbodenniveau reicht. Der Stein auf dem Fußboden der dritten Abteilung, ist möglicherweise das Bruchstück eines Sturzes. Am Ende der Kammer wurde eine etwa 0,3 m dicke Platte, auf einer heutigen Höhe von ungefähr 0,3 m zwischen den Seitenwände und der Endplatte verkeilt. Greenwell schrieb, das der etwa 0,8 m über dem Kammerboden liegenden Stein an jedem Ende auf aufrechten Steinen ruhte. Henshall ist der Ansicht, dass der Stein statische Bedeutung hat.

## Funde
Der Ausgrabungsbericht gibt Auskunft über die Deponierungen auf dem Kammerboden.

### Hinterer Bereich (4)
In der Südostecke des hinteren Bereiches wurde eine kleine Steinkiste aus vier Seitenplatten, einem Deckstein und einer Grundplatte gefunden. Die Steinkiste war geöffnet, der Deckel lag in der Nähe. Greenwell nimmt an, dass die Scherben eines Trinkbechers und ringsum verstreute unverbrannte Knochen zum ursprünglichen Kisteninhalt gehören. Unterhalb der Steinkiste stieß man auf mehrere Füllschichten. Nördlich der Steinkiste, auf dem Niveau der Grundplatte bedeckte eine weitere Platte einer Leichenbrandschüttung. Eine sorgfältig gelegte etwa 23 cm breite Spur von kleinen Kieselsteinen, mit flachen Steinen an jedem Ende, durchlief das Zentrum des Bereichs; darunter lag eine dunkle Erdschicht mit kremierten Knochen. Die größeren Knochen lagen zwischen der Kieselspur und den Kammerwänden. Diese Schicht enthielt drei intakte und zwei zerbrochene Pfeilspitzen, mehrere Feuersteinwerkzeuge, eine große Zahl von zerbrochenen Quarzkieselsteinen und einen Rinderzahn. Die schwarze Erdschicht bedeckte eine zweite Kieselsteinspur auf dem Boden des Bereichs. Das Bruchstück eines Trinkbechers (dessen übrige Scherben im dritten Bereich gefunden wurden) wurde auf der schwarzen Erdschicht im Westen der Steinkiste entdeckt. Ein rundbodiger neolithischer Behälter wurde unter der ungestörten schwarzen Erdschicht im Norden der Steinkiste in der Nähe der Kammerwand gefunden.

### Bereich 3
Der dritte Bereich enthielt auch eine dunkle Erdschicht mit kremierten Knochen, die auf einer Kieselsteinspur ruhten. Auf dieser Schicht waren Scherben von drei Trinkbechern einschließlich eines Bruchstücks des Behälters, der im vierten Bereich gefunden wurde. Die Deponierungen im dritten Bereich waren auf schlecht erhaltene Schichten verteilt. Menschliche Knochen und Rinderknochen wurden ebenso sowie Bruchstücke einer groben, dunkelfarbigen Urne ohne jedes Muster gefunden.

### Bereiche 2
Der zweite Bereich enthielt keine Funde.

### Vorderer Bereich (1)
Der vordere Bereich enthielt in der oberen Lage ebenfalls verstreute unverbrannte Knochen und Töpferware. Im Boden der Kammer wurden zwei Feuersteine entdeckt, aber es gab keine Spuren einer Bestattung.

## Die Steinkisten
Innerhalb des Hügelmaterials wurden zwei sekundäre Steinkisten gefunden. Es ist möglich, dass der Steinhügel vergrößert wurde, um diese späteren Begräbnisse zu bedecken. Eine Kiste ist heute nicht mehr sichtbar. Sie lag etwa sieben Meter nördlich des Zentrums des Steinhügels und maß 1,6 m in der Länge, 0,94 m in der Breite, und war 1,2 m tief. Obwohl die Deckenplatte in situ lag, wurden nur Bruchstücke eines Behälters aber keine Spuren der Bestattung gefunden. Die zweite Steinkiste liegt 8,5 m südsüdwestlich der Kammer. Unter ihrem großen Deckstein befinden sich vier massive Platten. Die leer aufgefundene Kiste misst 1,15 m mal 0,8 m und ist 0,83 m tief.
Die Funde befinden sich im Britischen Museum, London.